# Sentier de grande randonnée 224
Le sentier de grande randonnée 224 (GR 224) relie Berville-sur-Mer dans l'Eure à Verneuil-sur-Avre, dans le même département ; il est long de 168 km.